# Renatas Norkus
Renatas Norkus (* 7. August 1967 in Plungė, Litauische SSR) ist ein litauischer Verwaltungsjurist und Diplomat.

## Leben
1992 absolvierte er das Diplomstudium der Rechtswissenschaft an der Vilniaus universitetas. Seit 1991 arbeitet er im Außenministerium Litauens. Von 1994 bis 1997 leitete er das Politikplanungsdepartament im Verteidigungsministerium Litauens.
Von 2008 bis 2012 war er Botschafter an der Organisation für Sicherheit und Zusammenarbeit in Europa (OSZE) und anderen internationalen Organisationen. Seit 2012 ist er Botschafter in Russland.

## Quelle
1. ↑  Prezidentė paskyrė naują Lietuvos ambasadorių Rusijoje (Memento vom 17. März 2014 im Internet Archive) (www.president.lt inf.). Abgerufen am 1. April 2024.

| Vorgänger        | Amt                                                                                    | Nachfolger        |
| ---------------- | -------------------------------------------------------------------------------------- | ----------------- |
| Rytis Paulauskas | Ständiger Vertreter Litauens bei der OSZE und den Vereinten Nationen in Wien 2008–2011 | Giedrius Čekuolis |
| Antanas Vinkus   | Litauischer Botschafter in Moskau 2012–                                                | —                 |

| Personendaten    | Personendaten                              |
| ---------------- | ------------------------------------------ |
| NAME             | Norkus, Renatas                            |
| KURZBESCHREIBUNG | litauischer Verwaltungsjurist und Diplomat |
| GEBURTSDATUM     | 7. August 1967                             |
| GEBURTSORT       | Plungė, Litauische SSR                     |